# Julius von Bergmann
Rudolf Maximilian Julius Bergmann, seit 1887 von Bergmann, (* 4. August 1834 in Merseburg; † 20. November 1908) war ein preußischer General der Infanterie.

## Leben

### Herkunft
Julius war ein Sohn des preußischen Obersten Gustav Adolf Bergmann (1797–1859) und dessen Ehefrau Sophie, geborene von Schouler (1804–1866). Sein Onkel Richard von Bergmann (1819–1877) war preußischer Generalleutnant.

### Militärkarriere
Bergmann besuchte das Gymnasium zum Kloster Unser Lieben Frauen in Magdeburg. Am 21. Februar 1853 trat er als Dreijährig-Freiwilliger in das 27. Infanterie-Regiment der Preußischen Armee ein und avancierte bis Dezember 1854 zum Sekondeleutnant. Zur weiteren Ausbildung wurde Bergmann im Oktober 1858 zur Kriegsakademie kommandiert. Er musste seine Ausbildung jedoch aufgrund der Mobilmachung anlässlich des Sardinischen Krieges 1859 unterbrechen und kehrte daraufhin zum I. Bataillon seines Regiments zurück. Nach der Demobilisierung konnte Bergmann seine Ausbildung bis August 1862 abschließen. Zwischenzeitlich zum Premierleutnant befördert, war er von Oktober 1862 bis Mitte März 1866 als Adjutant des Gouvernements Magdeburg tätig. Anschließend wurde Bergmann zur Dienstleistung als Generalstabsoffizier beim Großen Generalstab kommandiert und dann dem Generalstab der Armee aggregiert. Während des Krieges gegen Österreich war Bergmann 1866 dem Stab des Oberkommandos der 1. Armee kommandiert. In dieser Stellung nahm er an den Kämpfen bei Münchengrätz, Königgrätz und Tischnowitz teil. Zwei Tage nach dem Vorfrieden von Nikolsburg stieg Bergmann zum Hauptmann auf und wurde für sein Verhalten mit dem Kronenorden IV. Klasse mit Schwertern ausgezeichnet.
Nach dem Friedensschluss wurde er in den Generalstab eingereiht und zum Generalkommando des IV. Armee-Korps versetzt. Daran schloss sich von März 1868 bis Oktober 1869 eine Verwendung im Generalstab der 8. Division in Erfurt an. Bergmann trat dann in den Truppendienst zurück und fungierte als Chef der 8. Kompanie im 5. Thüringischen Infanterie-Regiment Nr. 94 („Großherzog von Sachsen“). Mit Beginn des Krieges gegen Frankreich wurde er unter Überweisung zum Generalstab der 7. Infanterie-Division dem Generalstab der Armee aggregiert. Bergmann nahm an den Kämpfen bei Toul, Beaumont sowie Sedan teil und wurde während der Belagerung von Paris zum Major befördert.
Ausgezeichnet mit beiden Klassen des Eisernen Kreuzes wurde Bergmann nach dem Frieden von Frankfurt Anfang Oktober 1871 unter Belassung beim Generalstab der 7. Division in den Generalstab der Armee eingereiht und am 8. Dezember 1871 unter Stellung à la suite des Generalstabes der Armee zum Direktor der Kriegsschule in Neisse ernannt. Im Herbst des Jahres 1875 war Bergmann zum Kaisermanöver kommandiert. Nach seiner Beförderung zum Oberstleutnant folgte am 3. November 1877 die Versetzung nach Posen als Kommandeur des I. Bataillons im 1. Westpreußischen Grenadier-Regiment Nr. 6. Unter Stellung à la suite wurde Bergmann am 22. März 1881 mit der Führung des neuerrichteten Infanterie-Regiments Nr. 99 beauftragt. Nach seiner am 18. Mai 1881 erfolgten Ernennung zum Regimentskommandeur avancierte Bergmann am 16. September 1881 zum Oberst. Er übergab das Regiment am 3. Juni 1885 an seinen Nachfolger Oberst Steffen, wurde dann zum Großen Generalstab versetzt und unter Verleihung des Ranges und der Gebührnisse eines Brigadekommandeurs zum Chef des Generalstabes des V. Armee-Korps ernannt. In dieser Stellung am 4. Dezember 1886 zum Generalmajor befördert, wurde Bergmann am 18. Januar 1887 zum Inspekteur der Infanterieschulen ernannt. Für seine langjährigen Verdienste erhob Kaiser Wilhelm I. ihn am 22. März 1887 in Berlin in den preußischen Adelsstand.
Als Generalleutnant war Bergmann vom 15. Dezember 1888 bis zum 16. Juni 1889 Kommandeur der 18. Division in Flensburg. Anschließend übernahm er die 30. Division, die zum 1. April 1890 zur 33. Division umbenannt wurde, in Metz. Am 27. Januar 1892 wurde Bergmann schließlich zum Gouverneur von Straßburg ernannt. Ein Jahr später erhielt er den Charakter als General der Infanterie und im Januar 1895 anlässlich des Ordensfestes den Roten Adlerorden I. Klasse mit Eichenlaub. In Genehmigung seines Abschiedsgesuches wurde Bergmann am 21. Januar 1896 mit der gesetzlichen Pension zur Disposition gestellt.
Nach seiner Verabschiedung lebte er bis zu seinem Tode in Wiesbaden.

### Familie
Bergmann hatte sich am 2. Juni 1863 mit Hermine Goering (* 1844) verheiratet. Aus der Ehe gingen drei Kinder hervor:
- Walter (1864–1950), deutscher General der Infanterie
- Margarethe (* 1868) ⚭ 18. Oktober 1890 in Metz Friedrich Dernen (1854–1938), deutscher Generalleutnant
- Elisabeth (* 1871)